# Cathédrale de l'Apprentissage
La cathédrale de l'Apprentissage (en anglais : cathedral of Learning) est un gratte-ciel abritant des locaux de l'université de Pittsburgh, dû à l'architecte Charles Klauder.

## Historique
Haut de 163 mètres (535 pieds) et 40 étages, achevé en 1936, dans un style néogothique dont c'est l'un des derniers représentants, l'édifice a été classé monument historique en 1975.
En 2024, c'était encore l'un des dix plus hauts immeubles de Pittsburgh, l'un des plus hauts du monde consacrés à l'enseignement et le deuxième plus haut du monde de style néogothique après le Woolworth Building à New York.
Sa construction s'est étalée sur une dizaine d'années, entre 1926 et 1936. Les premiers cours ont eu lieu dès 1931 et l'inauguration officielle en juin 1937.
Le bâtiment comprend 12 ascenseurs.

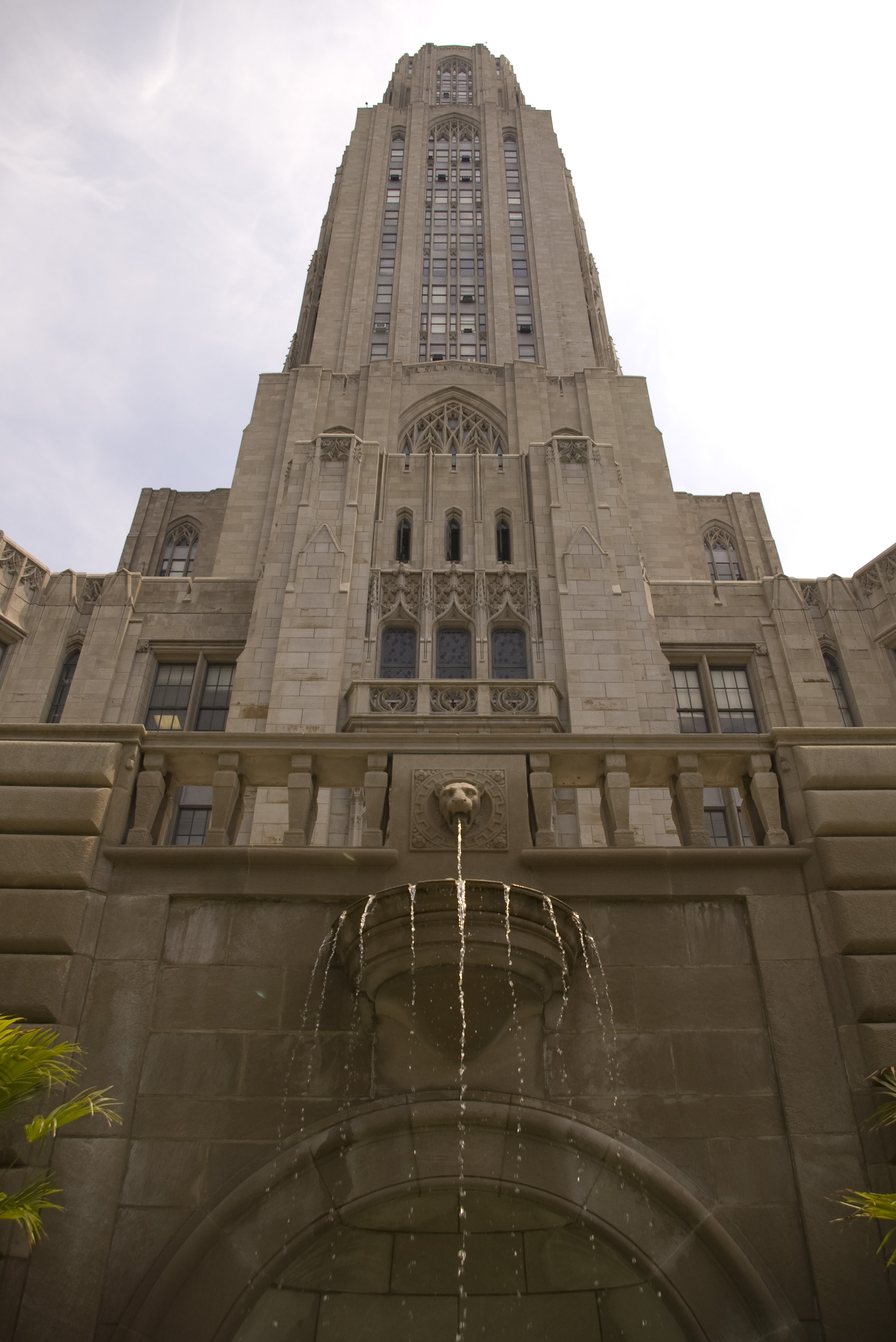
Fontaine-panthère de l'entrée ouest de la Cathedral of Learning.
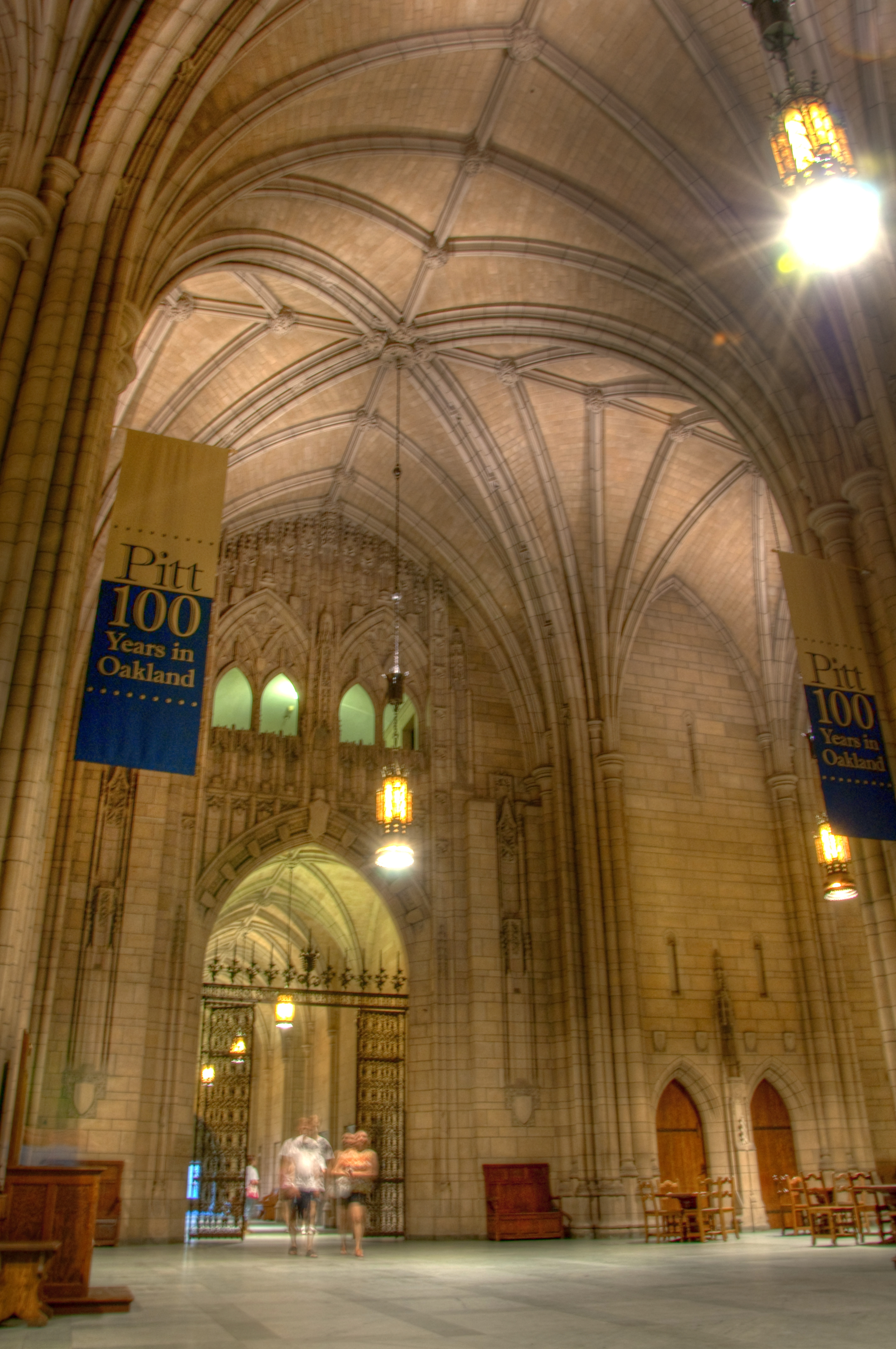
Entrée de la Cathedral of Learning.

## Description

### Salles

#### Commons Room
La partie principale du premier étage de la cathédrale est la Commons Room (salle commune), une salle de style gothique anglais du XVe siècle de 2 000 m2 et s'étend vers le haut quatre étages, atteignant 16 m (52 pieds) de hauteur. Il s'agit d'une véritable architecture gothique ; aucun support en acier n'a été utilisé dans la construction de ses arcs. Chaque arc est un véritable arc supportant son propre poids. Les piliers centraux agissent uniquement comme écrans pour la charpente métallique qui supporte les étages supérieurs du bâtiment.

#### Salles nationales
Le bâtiment compte 31 salles nationales (Nationality Rooms (en)) au premier et troisième étage. 29 de ces salles sont utilisés comme salle de classe et 2 servent d'exposition ou pour des occasions spéciales.
- Allemande
- Anglaise
- Arménienne
- Autrichienne
- Chinoise
- Coréenne
- Early American (exposition)
- Française
- Grecque
- Hongroise
- Indienne
- Irlandaise
- Italienne
- Japonaise
- Lituanienne
- Norvégienne
- Patrimoine africain
- Patrimoine d'Israël
- Philippine
- Polonaise
- Roumaine
- Russe
- Écossaise
- Suédoise
- Suisse
- Syrie-Liban (exposition)
- Tchécoslovaque
- Turque

D'autres nationalités sont en projet.

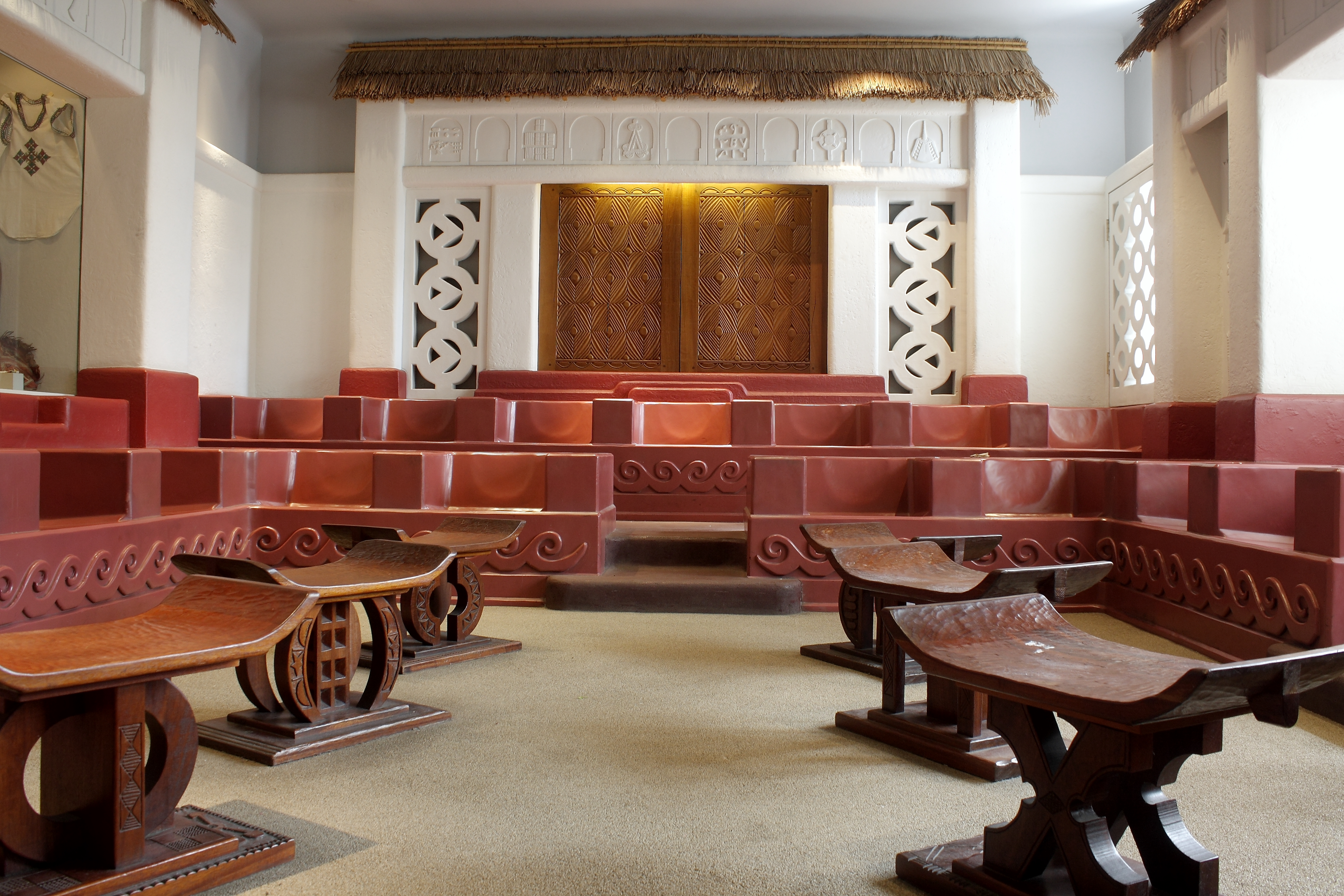
La salle africaine.
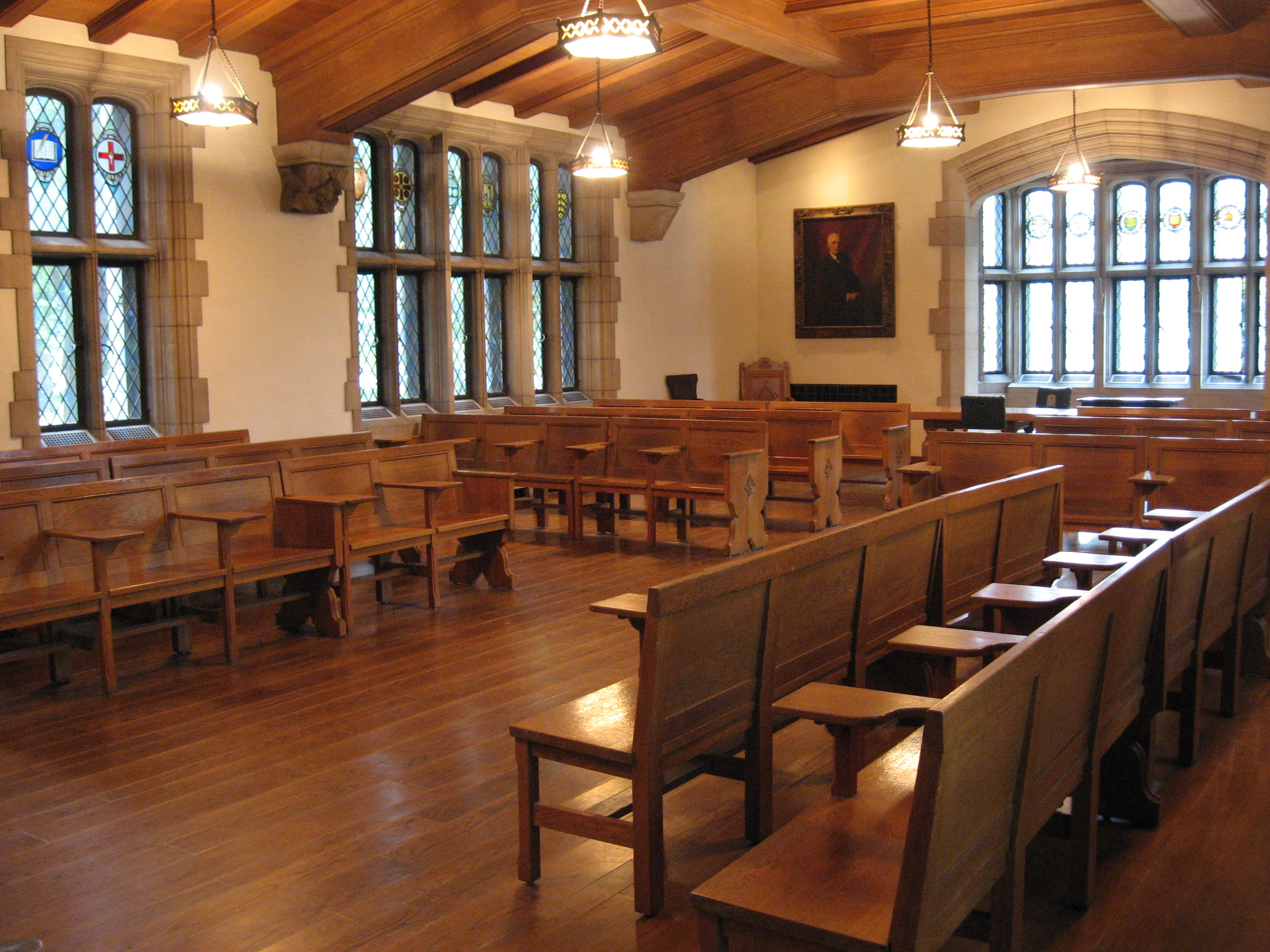
La salle de classe anglaise.
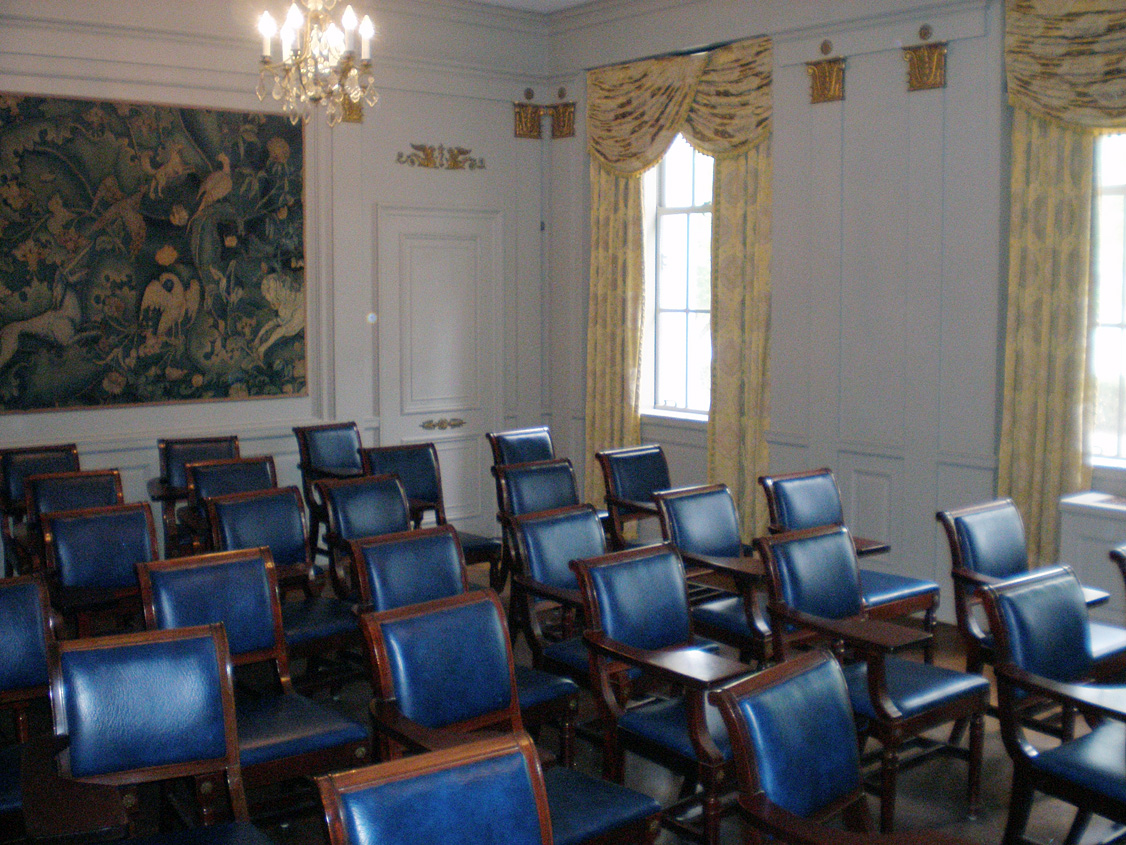
La salle de classe française.
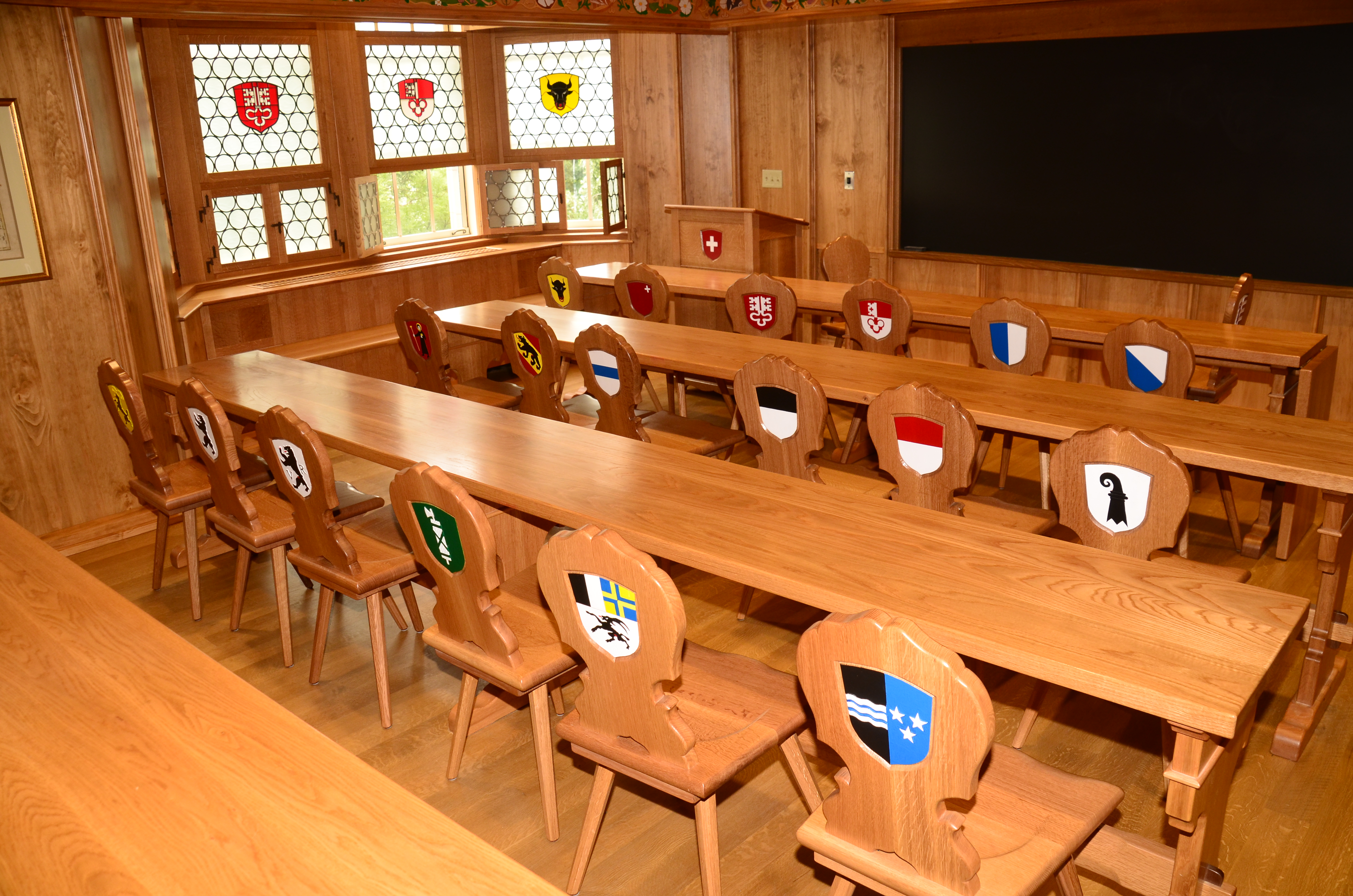
La salle suisse.